# Penjwin District
Penjwin District är ett distrikt i Irak.   Det ligger i provinsen Sulaymaniyya, i den nordöstra delen av landet, 290 km nordost om huvudstaden Bagdad.
Följande samhällen finns i Penjwin District:
- Baynjiwayn